# Zavala (Ravno, BiH)
Zavala je naseljeno mjesto u općini Ravno, Federacija Bosne i Hercegovine, BiH.

## Zemljopis
Nalazi se dva kilometra od entitetske granice s Republikom Srpskom i šest kilometara od državne granice s Republikom Hrvatskom. Istočno od Zavale teče rijeka Trebišnjica. Mjesto je oko 50 km udaljeno od Trebinja, a oko 15 km od Slanoga u Hrvatskoj.
Zavali pripadaju i tri zaseoka od kojih su dva, nastanjena isključivo srpskim stanovništvom (Budim/Budin Do i Muhareva/Mareva Ljut) te jedan hrvatskim (Češljari).
Selo Budin Do se spominje 1694. prilikom dodjele zemljišta mletačkim zaslužnicima u Popovu i Zažablju. Selo Muhareva ili Mareva Ljut nekoć je nastanjivao rod Muharica te se u povijesnim vrelima spominje 1694. godine. Po popisu iz 1733. selo Češljari je nastanjivalo 35 katolika, a nakon posljednjih ratnih zbivanja posve je napušteno.

## Povijest
Selo Zavala (Caualla) spominje se od 1362. u povijesnim vrelima. Zavala je bila srednjovjekovno popovsko upravno i duhovno središte. U Zavali se nalazi 45 stećaka te ostatci predromaničke crkve nedaleko od koje je podignut pravoslavni manastir Vavedenja Presvete Bogorodice koji se u povijesnim vrelima spominje 1514. godine. Na lokalitetu Petkovica nalazila se katolička crkva svete Petra koja se u povijesnim vrelima spominje 1525. za vrijeme pohoda franjevca Siksto iz Slanog. Crkva je predmet višestoljetnoga spora između mjesnoga pravoslavnoga i katoličkoga puka. Selo se nekada nazivalo i Čengići po muslimanskoj obitelji koja je gospodarila velikim dijelom Popova.
Godine 1629. posjetio je Donju Hercegovinu biskup fra Dominik Andrijašević. Tada je bila sva Donja Hercegovina katolička, gusto načičkana župama i crkvama. Prigodom posjeta Donjoj Hercegovini, zabilježio je župe u Popovu polju i među njima župu Zavalu i Čvaljinu u kojoj su 2 crkve i 40 katoličkih obitelji.
U Zavali je Vejsil Ćurčić našao brojne ostatke starohrvatske crkvene umjetnosti. Biskup Andrijašević je prigodom vizitacije Hercegovini 1629. vidio crkvu sv. Petra u Zavali za koju je zabilježio da se vide grobovi mnogih knezova, a među njima čak jednog dalmatinskog kralja imenom Pavlimira (»Polimir«), ali čini se da je biskup tu zabilježio narodnu predaju.
Samostan Zavala posvećen je Vavedenju Presvete Bogorodice. Crkva je sjevernom stranom uvučena u pećinu. Uz samostane Žitomislić i Tvrdoš, spada u najznačajnije središte kulturnog života Hercegovine. Prvi pisani trag o samostanu nastao je početkom 16. stoljeća. Tijekom Drugog svjetskog rata pretrpio je veliku štetu, a također i u posljednjem ratu oštećen je i napušten. Nakon rata samostan je ponovno obnovljen i bratstvo se vratilo. U njemu je Sveti Vasilije Ostroški stupio u monaštvo.
U Zavali postoji spomen na 15 zavoskih knezova. Posljednji knez bio je Marin Radulović koji se preselio iz Dubrovnika u Italiju na prijelazu iz 15. u 16. stoljeću. Njegov unuk Niccolò Radulovich postao je 1699. godine kardinal.
Tijekom Rata u BiH mjesto je uništeno.  Iz mjesta Mareva Ljut nadomak Zavale podrijetlom je srpski političar Vojislav Šešelj.  Oko 400 m od Zavale je pećina Vjetrenica i poznati pravoslavni samostan. Na lokalitetu Petkovica su ostaci Crkve svetog Petra koja potječe iz prednemanjićkog doba.
24. listopada 2020. na Crkvini je pronađena ispod stećaka reljefna ploča oltarne pregrade iz 9. stoljeća s kršćanskim motivima. Jedinstvena ploča iz trolisne crkve svjedoči vremenu predromanike i jedina je takva građevina u BiH. Otkrivanje ove jedinstvene crkve svjedoči da su tu bile tri crkve iz triju različitih vremenskih razdoblja, a ne samo jednog kako se isprve smatralo, te svjedoči o kontinuitetu kršćanstva u ovim krajevima.

## Stanovništvo

### 1991.
Nacionalni sastav stanovništva 1991. godine, bio je sljedeći:
ukupno: 105
- Srbi – 88
- Hrvati – 13
- Jugoslaveni – 4

### 2013.
Nacionalni sastav stanovništva 2013. godine, bio je sljedeći:
ukupno: 186
- Hrvati – 143
- Srbi – 43

## Zanimljivosti
U Zavali se nalazila jedna od postaja na željezničkoj pruzi Gabela – Zelenika. Stanična zgrada bila je poput zgrade u Hutovu, a postojala su još i tri kolosijeka i skladište za robu. U zgradi je danas ugostiteljski objekt.

### Članci
- Vidović, Domagoj. 2010. Pregled toponimije jugozapadnoga dijela Popova. Folia onomastica Croatica. Zavod za lingvistička istraživanja HAZU. Zagreb.  (19): 283–340
- Vidović, Domagoj. 2011. Toponimija Sela Zavala, Golubinac, Belenići i Kijev Do u Popovu. Folia onomastica Croatica. Zavod za lingvistička istraživanja HAZU. Zagreb.  (20): 207–248

## Vanjske poveznice
- Turistička zajednica Republike Srpske: samostan Zavala
- Eparhija zahumsko-hercegovačka i primorska: samostan Zavala